# 3203 Huth
3203 Huth là một tiểu hành tinh vành đai chính với chu kỳ quỹ đạo là 1292.6354715 ngày (3.54 năm).
Nó được phát hiện ngày 18 tháng 9 năm 1938.